# Mohammad Mustafa (economista)
Muhammad Abdullah Muhammad Mustafa “Al-Safarini (árabe: محمد عبد الله محمد مصطفى "السفاريني"; Kafr Sur, 26 de agosto de 1954) é um economista e político palestino que é o atual primeiro-ministro do Estado da Palestina e da Autoridade Nacional Palestina desde 31 de março de 2024. Anteriormente, atuou como Presidente do Conselho do Fundo de Investimento da Palestina (PIF), Conselheiro Econômico Sênior do Presidente Mahmoud Abbas e membro independente do Comitê Executivo da Organização para a Libertação da Palestina.
Mustafa foi amplamente cotado para se tornar o primeiro-ministro da Palestina, após a renúncia de Mohammad Shtayyeh em fevereiro de 2024. Anteriormente, ele atuou como Vice-Primeiro Ministro da Palestina (Governos nº 15 e 16, 2013–2014) e como Ministro da Economia Nacional da Palestina (Governo nº 16, 2014).
Mustafa tem ampla experiência internacional com governos, instituições globais e academia, tendo passado mais de 15 anos em cargos seniores em diferentes setores no Grupo Banco Mundial em Washington, D.C. Como especialista proeminente em investimentos e assuntos econômicos, Mustafa passou dois anos como economista conselheiro do Governo do Kuwait em reforma económica e dois anos como conselheiro do Fundo de Investimento Público no Reino da Arábia Saudita.
Mustafa também lecionou como professor visitante em sua alma mater, a Universidade George Washington.